# You’re a Woman
You’re a Woman (englisch für „Du bist eine Frau“) ist ein Lied der deutschen Eurodance-Band Bad Boys Blue, das im April 1985 erschien.

## Entstehung und Veröffentlichung
Das Lied wurde von Mary Susan Applegate, Tony Hendrik und Karin van Haaren geschrieben. Letztere beiden zeichneten zudem auch für die Produktion verantwortlich.
Die Erstveröffentlichung von You’re a Woman erfolgte als Single im April 1985 bei Coconut Records. Diese erschien als 7″-Single mit einem Instrumental als B-Seite (Katalognummer: 107 276). Am 4. November desselben Jahres erschien das Lied als Teil von Bad Boys Blues Debütalbum Hot Girls, Bad Boys (Katalognummer: 207 053-620), dessen zweite Singleauskopplung es ist. Im März 1986 veröffentlichte Ariola in Japan eine 7″-Singleausführung mit der B-Seite Pretty Young Girl (Katalognummer: 7RS-138). Am 2. Juni 1998 erschien bei Coconut Records eine Neuauflage der Single. Diese erschien als CD-Maxi-Single mit zwei Remixversionen sowie einem Megamix als B-Seiten (Katalognummer: 74321 58774 2). Im Folgemonat erschien diese Version als Teil der Kompilation Back (Katalognummer: 74321 60394 2).
Um das Lied zu bewerben, erfolgte unter anderem ein Liveauftritt in Peters Pop Show im November 1985.

## Inhalt
Im Liedtext besingt und umwirbt der Protagonist eine junge geliebte Person.

## Chartplatzierungen
You’re a Woman avancierte in seiner Originalversion zum Nummer-eins-Hit in Österreich. Darüber hinaus erreichte es Top-10-Platzierungen in der Schweiz (Rang 2), Belgien-Flandern (Rang 4), Schweden (Rang 6) und Deutschland (Rang 8). 1998 erreichte die Neuauflage zudem mit Rang vier die Top 10 in Finnland.
| ChartsChartplatzierungen | Höchstplatzierung | Wochen |
| ------------------------ | ----------------- | ------ |
| Deutschland (GfK)        | 8 (22 Wo.)        | 22     |
| Österreich (Ö3)          | 1 (14 Wo.)        | 14     |
| Schweiz (IFPI)           | 2 (17 Wo.)        | 17     |

| ChartsJahrescharts (1985) | Platzierung |
| ------------------------- | ----------- |
| Deutschland (GfK)         | 20          |
| Österreich (Ö3)           | 9           |
| Schweiz (IFPI)            | 9           |

| ChartsChartplatzierungen | Höchstplatzierung | Wochen |
| ------------------------ | ----------------- | ------ |
| Deutschland (GfK)        | 52 (7 Wo.)        | 7      |

## Coverversionen
1987 wurde das Lied unter dem Titel The Last Night (最後一夜) mit unterschiedlichen Texten auf Kantonesisch und Englisch gecovert und von der Hongkonger Popsängerin Prudence Liew als Single veröffentlicht.